# Museo nazionale d'arte (Osaka)
Il Museo nazionale d'arte (国立国際美術館 (?)) è una galleria museale di arte contemporanea di Osaka, in Giappone.

## Descrizione
il Museo nazionale d'arte è situato vicino all'estremità occidentale di Nakanoshima. La struttura, prevalentemente sotterranea, ricorda un sottomarino; la luce filtra nell'atrio della struttura tramite i lucernari. Il Museo raccoglie circa 8.000 opere, giapponesi e internazionali, realizzate a partire dal 1945.

## Storia
Prima di aprire ufficialmente 15 ottobre 1977, la struttura che oggi ospita il Museo nazionale d'arte era un padiglione utilizzato in vista dell'Expo 1970; a differenza delle altre strutture utilizzate durante la rassegna, quello che viene oggi usato come museo fu l'unico pensato per essere permanente. Nel 1978 il Museo acquisì la collezione di 828 opere del chimico e uomo d'affari Kaichi Ohashi. Il numero delle opere contenute nel museo aumentò con il passare degli anni.